# Joana Bonet
Joana Bonet (Vinaixa, Lérida; 1966) es una escritora y periodista española.

## Biografía
Licenciada en Filología por la Universidad de Barcelona, es periodista. Inició tempranamente su carrera a mitad de los años ochenta en los periódicos leridanos Diari de Lleida y La Mañana. En 1988 empezó a colaborar con el Diari de Barcelona, y fue jefa de prensa del Colegio de Abogados de Barcelona —entre 1988 y 1992— al tiempo que publicaba artículos en El País, Colors, Vogue París y Ronda Iberia, dirigida por Juan José Millás. En 1992 creó y dirigió la revista Woman (Grupo Z). Desde 1996 hasta 2012 dirigió la revista Marie Claire (GyJ). En 2013 fue directora de Prisa Revistas, poniendo en marcha la revista Icon para El País. Actualmente es Consejera Editorial en Prisma Publicaciones (Grupo Planeta). 
Desde 2006 es columnista de La Vanguardia y ha sido comentarista del programa Hoy por Hoy (cadena Ser), también ha impartido clases en la Escuela Contemporánea de Humanidades y codirigido el Curso de Periodismo y Comunicación de Moda de la Universidad Politécnica de Madrid. En 2014 dirigió el Taller de Periodismo y Tendencias y Moda en la Escuela de Periodismo de El País; y, en 2018, comisarió la III Edición del Día de las Escritoras bajo el título de "Rebeldes y Tansgresoras", celebrado en la Biblioteca Nacional de España.
Ha dirigido la serie televisiva infantil “Fadapaca”(2008),TV3, con dirección artística de Jordi Labanda, y el programa de entrevistas “Humanos y divinos” (2010) de RTVE.
Es coautora del libro “Mi vida es mía”, junto a Anna Caballé Masforroll, y autora en solitario de, entre otros, “Hombres, material sensible” y “Las metrosesenta”. "Fabulosas y rebeldes. Cómo me hice mujer", su última publicación, "no es tanto un libro íntimo como una crónica sobre ser mujer; cómo se forja el carácter y se apuntalan los sueños, cómo tomamos conciencia de nuestra posición en el mundo y reaccionamos ante la desigualdad". 
En la actualidad dirige el suplemento mensual de La Vanguardia Fashion&Arts Magazine, editado por Prisma Publicaciones, grupo del que también es consejera editorial.

## Premios
Bajo su dirección, la revista Marie Claire ha recibido, entre 1999 y 2006, 8 premios ARI de la Asociación de Revistas de Información, y, en 2003, el Premio a la No Violencia contra las Mujeres que concede el Ministerio de Trabajo y Asuntos Sociales a los medios de comunicación y empresas publicitarias comprometidos en la lucha contra los malos tratos. 
Personalmente, ha sido galardonada con el Premio Ocho de Marzo que concede la Comunidad de Madrid a los profesionales y empresas de la comunicación que con su trabajo combaten la violencia de género, por su artículo “La tinta mancha”, publicado en el periódico El Mundo; y la serie infantil “Fadapaca”, creada y dirigida por ella, recibió, en 2009, el Premio al Mejor Programa Autonómico Infantil de la Academia de las Ciencias y Artes de la Televisión. En 2010, la asociación consultora de la ONU Women Together reconoció, en la sexta edición de sus premios anuales, su “trayectoria profesional comprometida con la igualdad de las mujeres, la lucha contra la violencia de género y el proyecto de Escuela para todas” con uno de sus galardones. Y la diputación de Lérida le concedió igualmente el premio “LO Emprendedor 2010”.